# Krimml
Krimml er en kommune i den østrigske delstat Salzburg og er endvidere navnet på hovedbyen i kommunen. Krimml ligger i disktriktet Pinzgau 54 km fra distriktshovedbyen Zell am See. Byen Krimml ligger i en højde af 1.067 moh nedenfor bjergpasset Gerlospass i en dal omgivet af mere end 30 bjerge, der ligger over 3.000 meters grænsen.
I nærheden af byen findes Krimmlervandfaldene, der er Europas største vandfald og med et fald på 380 meter er verden femte højeste vandfald. Endvidere har floden Salzach sit udspring i Kitzbühel Alperne nord for Krimml.
Krimml er endestation på jernbanen Pinzgauer Lokalbahn, der forbinder Krimml og Zell am See. Som følge af højvande i Salzach i juli 2005, som ødelagde dele af banedæmningen, er jernbanen lukket mellem Mittersill og Krimml. Jernbanelinjen genopbyggees på strækningen, og den forventes genåbnet med en delvis ny strækningsføring i slutningen af 2009